# Louis-Charles de Machault d'Arnouville
Louis-Charles de Machault  né le 13 juillet 1667, décédé le 10 mai 1750, est un homme politique français des XVIIe et XVIIIe siècles. 

## Carrière
Nommé conseiller au Grand Conseil le 30 novembre 1690 avec dispense d’âge, il devient maître des requêtes du 1er février 1694 au 30 décembre 1718. Il est intendant du commerce à partir de 1708, puis Lieutenant général de police de Paris du 1er février 1718 au 18 janvier 1720. Pourvu Conseiller d’État surnuméraire le 16 janvier 1720), ), il est directeur de la librairie du 15 avril 1720 au 10 décembre 1720). Conseiller d’État semestre le 4 décembre 1720, il est promu Conseiller d’État ordinaire le 7 septembre 1729. Du 7 avril 1721 au 24 mars 1723, il est commissaire chargé de la régie de la compagnie des Indes et de mai 1744 au 10 mai 1750 il préside le bureau du commerce. Il est par ailleurs chef du conseil de son altesse royale, madame la duchesse d'Orléans, épouse de M. le Régent.

## Famille et descendance
Machault d'Arnouville est issu d'une famille de parlementaires établie à Paris depuis le début du XVIe siècle. Il est le fils de Jean Baptiste de Machault, seigneur de Gressy, d'Arnouville et de Bellenave (1636-1712) et de Madelaine Catherine de Villemontée (1638-1714) 
Il épouse le 19 février 1700 Françoise Elisabeth Milon (1680-1720), fille d'Alexandre Milon (1653-1735), maître des requêtes, chef du conseil du prince de Conti, et de Marie Madeleine Thérèse de Coycaut de Cherigny ; Françoise Elisabeth Milon est par ailleurs la nièce de Louis Milon de Rigny, évêque de Condom de 1693 à 1734, et la cousine germaine d'Alexandre Milon de Mesme, évêque de Valence de 1725 à 1771. 
De leur union sont nés sur la paroisse Saint-André des Arts à Paris:
- Madeleine Françoise Machault née en 1700;
- Jean-Baptiste de Machault d'Arnouville (1701-1794) contrôleur général des finances sous Louis XV
- Louis Claude Machault né en 1703
- Louis Charles Machault né en 1706

## Sources et bibliographie
- P. Bonnassieux, Conseil de commerce et bureau de commerce 1700-1791, 1900, p. LV.
- M. Antoine, Le Gouvernement et l’administration sous Louis XV, dictionnaire biographique, Paris, Éditions du CNRS, 1978, p. 173-174.
- M. Popoff, Prosopographie des gens du parlement de Paris (1266-1753), 2003, t. 2, p. 729.
- Notice biographique Louis Machault d'Arnouville sur le site internet de la Société française d'histoire de la police
- Philippe Haudrère, « L'origine du personnel de direction générale de la Compagnie française des Indes, 1719-1794 », Revue française d'histoire d'outre-mer, 1980 vol.67, p. 355.